# Мельнична (Сухолозький міський округ)
Ме́льнична (рос. Мельничная) — присілок у складі Сухолозького міського округу Свердловської області.
Населення — 74 особи (2010, 89 у 2002).
Національний склад населення станом на 2002 рік: росіяни — 94 %.